# Stephan Bender
Stephan Bender, né le 2 juin 1989 à Ava (Missouri),  est un acteur américain plus connu pour son interprétation de Clark Kent jeune dans Superman Returns.
Son film le plus récent est Dream Boy écrit et réalisé par James Bolton. Le film  est adapté du roman du même nom de Jim Grimsley.  Bender joue Nathan,  un garçon solitaire qui s'est déplacé dans les régions rurales en Louisiane, où il tombe amoureux du fils de la ferme voisine. Maltraité par son père, il aura du mal à gérer cette amitié.

## Filmographie
- 2006 : Superman Returns de  Bryan Singer
- 2007 : Drake et Josh
- 2008 : Dream Boy de James Bolton : Nathan